# Krokus Siti
Krokus Siti (rusky Крокус-Сити) je obchodní centrum a výstaviště. Nachází se v Krasnogorském rajónu Moskevské oblasti, přímo u hranic s hlavním městem u dálničního okruhu MKAD, na břehu řeky Moskvy. Součástí komplexu jsou hudební sál Crocus City Hall, Crocus City Mall či Crocus Expo. V rámci  moskevského metra se v komplexu nachází stanice Mjakinino na lince Arbatsko-Pokrovskaja.
Dne 22. března 2024 ve 20:00 moskevského času došlo v hudebním sále Crocus City Hall před začátkem koncertu skupiny Piknik k teroristickému útoku.